# Liga dos Campeões da CEV de 2020–21
A Liga dos Campeões da CEV de 2020–21, (em inglês:  2020–21 CEV Champions League), foi a 62.ª edição da principal competição de clubes de voleibol masculino da Europa, organizada pela Confederação Europeia de Voleibol (CEV) iniciada com as qualificatórias, esta realizada no período de 22 de setembro a 12 de novembro de 2020 com 18 participantes e o torneio principal ocorrido de 1 de dezembro de 2020 a 1 de maio de 2021 com 18 equipes disputando o título, totalizando 36 clubes participantes, qualificando o time campeão para a edição do Campeonato Mundial de Clubes de 2021.
O polonês ZAKSA Kędzierzyn-Koźle conquistou o primeito título da competição de sua história – e o segundo de seu país – ao vencer na final única o  italiano Itas Diatec Trentino, por 3 sets a 1. O ponteiro polonês Aleksander Śliwka, que marcou 18 pontos na partida final, foi eleito o melhor jogador do torneio.

## Formato de disputa
As equipes foram distribuídas proporcionalmente em cinco grupos onde todos os times (com dois jogos em mando de quadra e dois jogos como visitante). Os cinco times que encerraram esta fase em primeiro de seus grupos qualificaram-se para os playoffs e mais os três melhores segundo colocados nesta etapa.
A classificação foi determinada pelo número de partidas ganhas. Em caso de empate no número de partidas ganhas por duas ou mais equipes, sua classificação foi baseada nos seguintes critérios:
- resultado de pontos (placar de 3–0 ou 3–1 garantiu três pontos para a equipe vencedora e nenhum para a equipe derrotada; já o placar de 3–2 garantiu dois pontos para a equipe vencedora e um para a perdedora);
- quociente de set (o número total de sets ganhos dividido pelo número total de sets perdidos);
- quociente de pontos (o número total de pontos marcados dividido pelo número total de pontos perdidos);
- resultados de confrontos diretos entre as equipes em questão.

A fase dos playoffs reuniu as oito melhores equipes da fase de grupos, sendo as primeiras colocadas de cada grupo e as três melhores segunda colocadas. As equipes disputaram a fase das quartas de final, com jogos de ida e volta, obedecendo os critérios de pontuação (resultado de pontos). No caso de empate, disputaram o golden set.
A fase semifinal reuniu as quatro equipes classificadas com jogos de ida e volta, com golden set. As duas melhores equipes desta fase disputaram a final, sendo disputada em jogo único.

## Equipes participantes
Um total de 18 equipes participaram no torneio principal, com 16 clubes oriundos das vagas diretas destinada aos melhores ranqueados conforme Ranking das Copas Europeias, as 2 equipes restantes foram oriundas da fase qualificatória. As seguintes equipes foram qualificadas para a disputa do torneio principal da Liga dos Campeões da CEV de 2020–21:
| Equipe                      | País      | Qualificação         |
| --------------------------- | --------- | -------------------- |
| Cucine Lube Civitanova      | Itália    | Vaga direta          |
| Modena Volley               | Itália    | Vaga direta          |
| Sir Sicoma Monini Perugia   | Itália    | Vaga direta          |
| Itas Diatec Trentino        | Itália    | Fase de qualificação |
| Lokomotiv Novosibirsk       | Rússia    | Vaga direta          |
| Zenit Kazan                 | Rússia    | Vaga direta          |
| Kouzbass Kemerovo           | Rússia    | Vaga direta          |
| ZAKSA Kędzierzyn-Koźle      | Polónia   | Vaga direta          |
| Verva Warszawa Orlen Paliwa | Polónia   | Vaga direta          |
| PGE Skra Belchatów          | Polónia   | Vaga direta          |
| Jastrzębski Węgiel          | Polónia   | Fase de qualificação |
| Berlin Recycling Volleys    | Alemanha  | Vaga direta          |
| VfB Friedrichshafen         | Alemanha  | Vaga direta          |
| Fenerbahçe SK Istanbul      | Turquia   | Vaga direta          |
| Arkas İzmir                 | Turquia   | Vaga direta          |
| Lindemans Aalst             | Bélgica   | Vaga direta          |
| Knack Roeselare             | Bélgica   | Vaga direta          |
| Tours VB                    | França    | Vaga direta          |
| ACH Volley Ljubljana        | Eslovênia | Vaga direta          |
| ČEZ Karlovarsko             | Chéquia   | Vaga direta          |

## Fase de grupos
|  | Classificado para as quartas de final                                   |
|  | Classificado para as quartas de final (três melhores segundo colocados) |

### Grupo A
|     |                        |     | Jogos | Jogos | Jogos | Pontos | Pontos | Pontos | Sets | Sets | Sets  |
| Pos | Equipe                 | Pts | T     | V     | D     | V      | P      | R      | V    | P    | R     |
| --- | ---------------------- | --- | ----- | ----- | ----- | ------ | ------ | ------ | ---- | ---- | ----- |
| 1   | ZAKSA Kędzierzyn-Koźle | 17  | 6     | 6     | 0     | 501    | 405    | 1.237  | 18   | 3    | 6,000 |
| 2   | PGE Skra Belchatów     | 13  | 6     | 4     | 2     | 524    | 480    | 1.092  | 14   | 9    | 1.556 |
| 3   | Fenerbahçe SK Istanbul | 5   | 6     | 2     | 4     | 458    | 499    | 0.918  | 8    | 14   | 0.571 |
| 4   | Lindemans Aalst        | 1   | 6     | 0     | 6     | 416    | 515    | 0.808  | 4    | 18   | 0.222 |

#### Jogos de ida
- Organizador: ZAKSA Kędzierzyn-Koźle

| Data   | Hora  |                        | Placar |                        | Set 1 | Set 2 | Set 3 | Set 4 | Set 5 | Total   | Relatório |
| ------ | ----- | ---------------------- | ------ | ---------------------- | ----- | ----- | ----- | ----- | ----- | ------- | --------- |
| 8 dez  | 18:00 | Lindemans Aalst        | 2–3    | Fenerbahçe SK Istanbul | 25–20 | 22–25 | 21–25 | 25–17 | 9–15  | 102–102 | Relatório |
| 8 dez  | 20:30 | PGE Skra Belchatów     | 0–3    | ZAKSA Kędzierzyn-Koźle | 21–25 | 19–25 | 19–25 |       |       | 59–75   | Relatório |
| 9 dez  | 18:00 | Lindemans Aalst        | 0–3    | PGE Skra Belchatów     | 16–25 | 17–25 | 16–25 |       |       | 49–75   | Relatório |
| 9 dez  | 20:30 | Fenerbahçe SK Istanbul | 0–3    | ZAKSA Kędzierzyn-Koźle | 21–25 | 20–25 | 13–25 |       |       | 54–75   | Relatório |
| 10 dez | 18:00 | Fenerbahçe SK Istanbul | 1–3    | PGE Skra Belchatów     | 18–25 | 21–25 | 25–23 | 21–25 |       | 85–98   | Relatório |
| 10 dez | 20:30 | ZAKSA Kędzierzyn-Koźle | 3–0    | Lindemans Aalst        | 25–19 | 25–19 | 25–23 |       |       | 75–61   | Relatório |

#### Jogos de volta
- Organizador: PGE Skra Belchatów

| Data   | Hora  |                        | Placar |                        | Set 1 | Set 2 | Set 3 | Set 4 | Set 5 | Total   | Relatório |
| ------ | ----- | ---------------------- | ------ | ---------------------- | ----- | ----- | ----- | ----- | ----- | ------- | --------- |
| 26 jan | 18:00 | Lindemans Aalst        | 0–3    | Fenerbahçe SK Istanbul | 14–25 | 19–25 | 19–25 |       |       | 52–75   | Relatório |
| 26 jan | 20:30 | PGE Skra Belchatów     | 2–3    | ZAKSA Kędzierzyn-Koźle | 23–25 | 25–21 | 20–25 | 25–19 | 10–15 | 103–105 | Relatório |
| 27 jan | 18:00 | Lindemans Aalst        | 0–3    | PGE Skra Belchatów     | 25–17 | 20–25 | 18–25 | 20–25 |       | 83–92   | Relatório |
| 27 jan | 20:30 | Fenerbahçe SK Istanbul | 0–3    | ZAKSA Kędzierzyn-Koźle | 23–25 | 18–25 | 18–25 |       |       | 59–75   | Relatório |
| 28 jan | 18:00 | Fenerbahçe SK Istanbul | 1–3    | PGE Skra Belchatów     | 25–22 | 20–25 | 18–25 | 20–25 |       | 83–97   | Relatório |
| 28 jan | 20:30 | ZAKSA Kędzierzyn-Koźle | 3–1    | Lindemans Aalst        | 21–25 | 25–16 | 25–15 | 25–19 |       | 96–75   | Relatório |

### Grupo B
|     |                           |     | Jogos | Jogos | Jogos | Pontos | Pontos | Pontos | Sets | Sets | Sets  |
| Pos | Equipe                    | Pts | T     | V     | D     | V      | P      | R      | V    | P    | R     |
| --- | ------------------------- | --- | ----- | ----- | ----- | ------ | ------ | ------ | ---- | ---- | ----- |
| 1   | Sir Sicoma Monini Perugia | 15  | 6     | 5     | 1     | 483    | 295    | 1.637  | 16   | 4    | 4,000 |
| 2   | Cucine Lube Civitanova    | 15  | 6     | 5     | 1     | 479    | 313    | 1.530  | 15   | 5    | 3,000 |
| 3   | Tours VB                  | 6   | 6     | 2     | 4     | 436    | 340    | 1.282  | 8    | 12   | 0.667 |
| 4   | Arkas İzmir               | 0   | 6     | 0     | 6     | 0      | 450    | 0,000  | 0    | 18   | 0,000 |

Observação: Devido aos crescentes casos de infecção do coronavírus, as autoridades do Arkas İzmir decidiram se retirar do torneio por causa da saúde de seus jogadores.

#### Jogos de ida
- Organizador: Tours VB

| Data   | Hora  |                           | Placar |                           | Set 1 | Set 2 | Set 3 | Set 4 | Set 5 | Total | Relatório |
| ------ | ----- | ------------------------- | ------ | ------------------------- | ----- | ----- | ----- | ----- | ----- | ----- | --------- |
| 8 dez  | 18:00 | Arkas İzmir               | 0–3    | Tours VB                  | 0–25  | 0–25  | 0–25  |       |       | 0–75  | Relatório |
| 8 dez  | 20:30 | Cucine Lube Civitanova    | 3–1    | Sir Sicoma Monini Perugia | 25–22 | 22–25 | 25–20 | 25–23 |       | 97–90 | Relatório |
| 9 dez  | 18:00 | Sir Sicoma Monini Perugia | 3–0    | Arkas İzmir               | 25–0  | 25–0  | 25–0  |       |       | 75–0  | Relatório |
| 9 dez  | 20:30 | Tours VB                  | 0–3    | Cucine Lube Civitanova    | 21–25 | 23–25 | 23–25 |       |       | 67–75 | Relatório |
| 10 dez | 18:00 | Arkas İzmir               | 0–3    | Cucine Lube Civitanova    | 0–25  | 0–25  | 0–25  |       |       | 0–75  | Relatório |
| 10 dez | 20:30 | Sir Sicoma Monini Perugia | 3–0    | Tours VB                  | 25–19 | 25–22 | 25–22 |       |       | 75–63 | Relatório |

#### Jogos de volta
- Organizador: Sir Sicoma Monini Perugia

| Data   | Hora  |                           | Placar |                           | Set 1 | Set 2 | Set 3 | Set 4 | Set 5 | Total | Relatório |
| ------ | ----- | ------------------------- | ------ | ------------------------- | ----- | ----- | ----- | ----- | ----- | ----- | --------- |
|        |       | Arkas İzmir               | 0–3    | Sir Sicoma Monini Perugia | 0–25  | 0–25  | 0–25  |       |       | 0–75  | Relatório |
| 9 fev  | 20:30 | Cucine Lube Civitanova    | 3–1    | Tours VB                  | 22–25 | 25–20 | 25–21 | 25–15 |       | 97–81 | Relatório |
|        |       | Tours VB                  | 3–0    | Arkas İzmir               | 25–0  | 25–0  | 25–0  |       |       | 75–0  | Relatório |
| 10 fev | 18:00 | Sir Sicoma Monini Perugia | 3–0    | Cucine Lube Civitanova    | 25–21 | 25–18 | 25–21 |       |       | 75–60 | Relatório |
|        |       | Cucine Lube Civitanova    | 3–0    | Arkas İzmir               | 25–0  | 25–0  | 25–0  |       |       | 75–0  | Relatório |
| 11 fev | 20:30 | Tours VB                  | 1–3    | Sir Sicoma Monini Perugia | 25–18 | 15–25 | 14–25 | 21–25 |       | 75–93 | Relatório |

### Grupo C
|     |                          |     | Jogos | Jogos | Jogos | Pontos | Pontos | Pontos | Sets | Sets | Sets  |
| Pos | Equipe                   | Pts | T     | V     | D     | V      | P      | R      | V    | P    | R     |
| --- | ------------------------ | --- | ----- | ----- | ----- | ------ | ------ | ------ | ---- | ---- | ----- |
| 1   | Zenit Kazan              | 18  | 6     | 6     | 0     | 492    | 282    | 1.745  | 18   | 2    | 9,000 |
| 2   | Berlin Recycling Volleys | 12  | 6     | 4     | 2     | 406    | 266    | 1.526  | 12   | 6    | 2,000 |
| 3   | ACH Volley Ljubljana     | 6   | 6     | 2     | 4     | 442    | 342    | 1.292  | 8    | 12   | 0.667 |
| 4   | Jastrzębski Węgiel       | 0   | 0     | 0     | 0     | 0      | 450    | 0,000  | 0    | 18   | 0,000 |

Observação: Devido aos crescentes casos de infecção do coronavírus, as autoridades do Jastrzębski Węgiel decidiram se retirar do torneio por causa da saúde de seus jogadores.

#### Jogos de ida
- Organizador: Berlin Recycling Volleys

| Data   | Hora  |                          | Placar |                          | Set 1 | Set 2 | Set 3 | Set 4 | Set 5 | Total | Relatório |
| ------ | ----- | ------------------------ | ------ | ------------------------ | ----- | ----- | ----- | ----- | ----- | ----- | --------- |
| 8 dez  | 17:00 | ACH Volley Ljubljana     | 0–3    | Berlin Recycling Volleys | 20–25 | 23–25 | 21–25 |       |       | 64–75 | Relatório |
| 8 dez  | 18:30 | Jastrzębski Węgiel       | 0–3    | Zenit Kazan              | 0–25  | 0–25  | 0–25  |       |       | 0–75  | Relatório |
| 9 dez  | 17:00 | ACH Volley Ljubljana     | 3–0    | Jastrzębski Węgiel       | 25–0  | 25–0  | 25–0  |       |       | 75–0  | Relatório |
| 9 dez  | 19:30 | Berlin Recycling Volleys | 0–3    | Zenit Kazan              | 21–25 | 19–25 | 18–25 |       |       | 58–75 | Relatório |
| 10 dez | 17:00 | Zenit Kazan              | 3–1    | ACH Volley Ljubljana     | 25–16 | 19–25 | 25–23 | 28–26 |       | 97–90 | Relatório |
| 10 dez | 19:30 | Berlin Recycling Volleys | 3–0    | Jastrzębski Węgiel       | 25–0  | 25–0  | 25–0  |       |       | 75–0  | Relatório |

#### Jogos de volta
- Organizador: Zenit Kazan

| Data   | Hora  |                          | Placar |                          | Set 1 | Set 2 | Set 3 | Set 4 | Set 5 | Total | Relatório |
| ------ | ----- | ------------------------ | ------ | ------------------------ | ----- | ----- | ----- | ----- | ----- | ----- | --------- |
| 9 fev  | 19:00 | ACH Volley Ljubljana     | 0–3    | Berlin Recycling Volleys | 19–25 | 20–25 | 13–25 |       |       | 52–75 | Relatório |
| 10 fev | 16:00 | Berlin Recycling Volleys | 0–3    | Zenit Kazan              | 18–25 | 16–25 | 14–25 |       |       | 48–75 | Relatório |
| 11 fev | 19:00 | Zenit Kazan              | 3–1    | ACH Volley Ljubljana     | 25–21 | 20–25 | 25–20 | 25–20 |       | 95–86 | Relatório |
|        |       | Jastrzębski Węgiel       | 0–3    | Zenit Kazan              | 0–25  | 0–25  | 0–25  |       |       | 0–75  | Relatório |
|        |       | ACH Volley Ljubljana     | 3–0    | Jastrzębski Węgiel       | 25–0  | 25–0  | 25–0  |       |       | 75–0  | Relatório |
|        |       | Berlin Recycling Volleys | 3–0    | Jastrzębski Węgiel       | 25–0  | 25–0  | 25–0  |       |       | 75–0  | Relatório |

### Grupo D
|     |                             |     | Jogos | Jogos | Jogos | Pontos | Pontos | Pontos | Sets | Sets | Sets  |
| Pos | Equipe                      | Pts | T     | V     | D     | V      | P      | R      | V    | P    | R     |
| --- | --------------------------- | --- | ----- | ----- | ----- | ------ | ------ | ------ | ---- | ---- | ----- |
| 1   | Modena Volley               | 12  | 6     | 4     | 2     | 533    | 503    | 1.060  | 14   | 9    | 1.556 |
| 2   | Verva Warszawa Orlen Paliwa | 12  | 6     | 4     | 2     | 513    | 487    | 1.053  | 14   | 9    | 1.556 |
| 3   | Knack Roeselare             | 7   | 6     | 2     | 4     | 475    | 506    | 0.939  | 9    | 13   | 0.692 |
| 4   | Kouzbass Kemerovo           | 5   | 6     | 2     | 4     | 476    | 501    | 0.950  | 8    | 14   | 0.571 |

#### Jogos de ida
- Organizador: Knack Roeselare

| Data   | Hora  |                             | Placar |                             | Set 1 | Set 2 | Set 3 | Set 4 | Set 5 | Total   | Relatório |
| ------ | ----- | --------------------------- | ------ | --------------------------- | ----- | ----- | ----- | ----- | ----- | ------- | --------- |
| 15 dez | 17:30 | Kouzbass Kemerovo           | 1–3    | Modena Volley               | 23–25 | 19–25 | 25–22 | 28–30 |       | 95–102  | Relatório |
| 15 dez | 20:30 | Knack Roeselare             | 0–3    | Verva Warszawa Orlen Paliwa | 18–25 | 24–26 | 19–25 |       |       | 61–76   | Relatório |
| 16 dez | 17:30 | Verva Warszawa Orlen Paliwa | 0–3    | Modena Volley               | 21–25 | 17–25 | 24–26 |       |       | 62–76   | Relatório |
| 16 dez | 20:30 | Knack Roeselare             | 0–3    | Kouzbass Kemerovo           | 24–26 | 16–25 | 20–25 |       |       | 60–76   | Relatório |
| 17 dez | 17:30 | Verva Warszawa Orlen Paliwa | 3–0    | Kouzbass Kemerovo           | 25–22 | 25–22 | 25–16 |       |       | 75–60   | Relatório |
| 17 dez | 20:30 | Modena Volley               | 3–2    | Knack Roeselare             | 25–27 | 25–19 | 22–25 | 25–22 | 15–11 | 112–104 | Relatório |

#### Jogos de volta
- Organizador: Modena Volley

| Data   | Hora  |                             | Placar |                             | Set 1 | Set 2 | Set 3 | Set 4 | Set 5 | Total   | Relatório |
| ------ | ----- | --------------------------- | ------ | --------------------------- | ----- | ----- | ----- | ----- | ----- | ------- | --------- |
| 9 fev  | 18:00 | Knack Roeselare             | 1–3    | Verva Warszawa Orlen Paliwa | 25–20 | 19–25 | 20–25 | 18–25 |       | 82–95   | Relatório |
| 9 fev  | 20:30 | Kouzbass Kemerovo           | 0–3    | Modena Volley               | 22–25 | 15–25 | 21–25 |       |       | 58–75   | Relatório |
| 10 fev | 17:30 | Knack Roeselare             | 3–1    | Kouzbass Kemerovo           | 18–25 | 25–20 | 25–20 | 25–17 |       | 93–82   | Relatório |
| 10 fev | 20:30 | Verva Warszawa Orlen Paliwa | 3–2    | Modena Volley               | 20–25 | 27–25 | 22–25 | 25–18 | 15–10 | 109–103 | Relatório |
| 11 fev | 18:00 | Modena Volley               | 0–3    | Knack Roeselare             | 22–25 | 21–25 | 22–25 |       |       | 65–75   | Relatório |
| 11 fev | 20:30 | Verva Warszawa Orlen Paliwa | 2–3    | Kouzbass Kemerovo           | 23–25 | 25–21 | 18–25 | 25–19 | 5–15  | 96–105  | Relatório |

### Grupo E
|     |                       |     | Jogos | Jogos | Jogos | Pontos | Pontos | Pontos | Sets | Sets | Sets  |
| Pos | Equipe                | Pts | T     | V     | D     | V      | P      | R      | V    | P    | R     |
| --- | --------------------- | --- | ----- | ----- | ----- | ------ | ------ | ------ | ---- | ---- | ----- |
| 1   | Itas Diatec Trentino  | 17  | 6     | 6     | 0     | 526    | 377    | 1.395  | 18   | 4    | 4.500 |
| 2   | Lokomotiv Novosibirsk | 9   | 6     | 3     | 3     | 513    | 461    | 1.113  | 11   | 12   | 0.917 |
| 3   | VfB Friedrichshafen   | 6   | 6     | 2     | 4     | 228    | 442    | 0.516  | 6    | 13   | 0.462 |
| 4   | ČEZ Karlovarsko       | 4   | 6     | 1     | 5     | 524    | 511    | 1.025  | 9    | 15   | 0.600 |

Observação: Devido aos casos de infecção do coronavírus, as autoridades do VfB Friedrichshafen decidiram não competir as partidas dos jogos de volta.

#### Jogos de ida
- Organizador: Itas Diatec Trentino

| Data  | Hora  |                       | Placar |                       | Set 1 | Set 2 | Set 3 | Set 4 | Set 5 | Total  | Relatório |
| ----- | ----- | --------------------- | ------ | --------------------- | ----- | ----- | ----- | ----- | ----- | ------ | --------- |
| 1 dez | 16:00 | Itas Trentino         | 3–2    | Lokomotiv Novosibirsk | 21–25 | 23–25 | 25–23 | 25–23 | 15–2  | 109–98 | Relatório |
| 1 dez | 19:30 | ČEZ Karlovarsko       | 1–3    | VfB Friedrichshafen   | 14–25 | 22–25 | 25–23 | 16–25 |       | 77–98  | Relatório |
| 2 dez | 16:00 | VfB Friedrichshafen   | 3–0    | Lokomotiv Novosibirsk | 25–20 | 25–23 | 25–22 |       |       | 75–65  | Relatório |
| 2 dez | 19:30 | ČEZ Karlovarsko       | 1–3    | Itas Trentino         | 25–19 | 18–25 | 18–25 | 20–25 |       | 81–94  | Relatório |
| 3 dez | 16:00 | VfB Friedrichshafen   | 0–3    | Itas Trentino         | 19–25 | 18–25 | 18–25 |       |       | 55–75  | Relatório |
| 3 dez | 19:30 | Lokomotiv Novosibirsk | 3–1    | ČEZ Karlovarsko       | 25–19 | 25–27 | 25–18 | 25–22 |       | 100–86 | Relatório |

#### Jogos de volta
- Organizador: VfB Friedrichshafen

| Data   | Hora  |                       | Placar |                       | Set 1 | Set 2 | Set 3 | Set 4 | Set 5 | Total   | Relatório |
| ------ | ----- | --------------------- | ------ | --------------------- | ----- | ----- | ----- | ----- | ----- | ------- | --------- |
| 9 fev  | 17:00 | Itas Trentino         | 3–0    | Lokomotiv Novosibirsk | 25–19 | 25–20 | 25–15 |       |       | 75–54   | Relatório |
| 10 fev | 17:00 | ČEZ Karlovarsko       | 1–3    | Itas Trentino         | 22–25 | 25–23 | 20–25 | 22–25 |       | 89–98   | Relatório |
| 11 fev | 17:00 | Lokomotiv Novosibirsk | 3–2    | ČEZ Karlovarsko       | 25–20 | 29–31 | 27–29 | 25–23 | 15–13 | 121–116 | Relatório |
|        |       | ČEZ Karlovarsko       | 3–0    | VfB Friedrichshafen   | 25–0  | 25–0  | 25–0  |       |       | 75–0    | Relatório |
|        |       | VfB Friedrichshafen   | 0–3    | Lokomotiv Novosibirsk | 0–25  | 0–25  | 0–25  |       |       | 0–75    | Relatório |
|        |       | VfB Friedrichshafen   | 0–3    | Itas Trentino         | 0–25  | 0–25  | 0–25  |       |       | 0–75    | Relatório |

## Playoffs

### Quartas de final
O sorteio e tabela dos jogos desta fase foram divulgadas, na cidade de Luxemburgo.
| Equipe 1                 | Total      | Equipe 2               | 1.º jogo | 2.º jogo |
| ------------------------ | ---------- | ---------------------- | -------- | -------- |
| ZAKSA Kędzierzyn-Koźle   | 3–3        | Cucine Lube Civitanova | 3–1      | 0–3      |
| ZAKSA Kędzierzyn-Koźle   | Golden set | Cucine Lube Civitanova | 16       | 14       |
| PGE Skra Belchatów       | 1–5        | Zenit Kazan            | 1–3      | 2–3      |
| Modena Volley            | 3–3        | Sir Safety Perugia     | 3–0      | 0–3      |
| Modena Volley            | Golden set | Sir Safety Perugia     | 5        | 15       |
| Berlin Recycling Volleys | 0–6        | Itas Diatec Trentino   | 1–3      | 0–3      |

#### Primeira rodada
| Data   | Hora  |                          | Placar |                        | Set 1 | Set 2 | Set 3 | Set 4 | Set 5 | Total  | Relatório |
| ------ | ----- | ------------------------ | ------ | ---------------------- | ----- | ----- | ----- | ----- | ----- | ------ | --------- |
| 23 fev | 18:00 | Modena Volley            | 3–0    | Sir Safety Perugia     | 25–21 | 25–18 | 25–22 |       |       | 75–61  | Relatório |
| 24 fev | 18:00 | Cucine Lube Civitanova   | 1–3    | ZAKSA Kędzierzyn-Koźle | 23–25 | 25–14 | 21–25 | 21–25 |       | 90–89  | Relatório |
| 24 fev | 20:30 | PGE Skra Belchatów       | 1–3    | Zenit Kazan            | 23–25 | 25–19 | 23–25 | 19–25 |       | 90–94  | Relatório |
| 25 fev | 19:30 | Berlin Recycling Volleys | 1–3    | Itas Diatec Trentino   | 19–25 | 23–25 | 28–26 | 17–25 |       | 87–101 | Relatório |

#### Segunda rodada
| Data       | Hora  |                        | Placar |                          | Set 1 | Set 2 | Set 3 | Set 4 | Set 5 | Total  | Relatório |
| ---------- | ----- | ---------------------- | ------ | ------------------------ | ----- | ----- | ----- | ----- | ----- | ------ | --------- |
| 2 mar      | 20:30 | Sir Safety Perugia     | 3–0    | Modena Volley            | 25–23 | 25–18 | 25–21 |       |       | 75–62  | Relatório |
| Golden set | –     | Sir Safety Perugia     | 1–0    | Modena Volley            | 15–5  |       |       |       |       | 15–5   | Relatório |
| 3 mar      | 18:00 | ZAKSA Kędzierzyn-Koźle | 0–3    | Cucine Lube Civitanova   | 22–25 | 24–26 | 24–26 |       |       | 70–77  | Relatório |
| Golden set | –     | ZAKSA Kędzierzyn-Koźle | 1–0    | Cucine Lube Civitanova   | 16–14 |       |       |       |       | 16–14  | Relatório |
| 4 mar      | 18:00 | Zenit Kazan            | 3–2    | PGE Skra Belchatów       | 22–25 | 25–19 | 25–17 | 13–25 | 15–12 | 100–98 | Relatório |
| 4 mar      | 19:00 | Itas Diatec Trentino   | 3–0    | Berlin Recycling Volleys | 25–22 | 25–21 | 25–14 |       |       | 75–57  | Relatório |

## Fase final

### Semifinais
| Equipe 1             | Total      | Equipe 2               | 1.º jogo | 2.º jogo |
| -------------------- | ---------- | ---------------------- | -------- | -------- |
| Zenit Kazan          | 3–3        | ZAKSA Kędzierzyn-Koźle | 2–3      | 3–2      |
| Zenit Kazan          | Golden set | ZAKSA Kędzierzyn-Koźle | 13       | 15       |
| Itas Diatec Trentino | 4–2        | Sir Safety Perugia     | 3–0      | 2–3      |

#### Primeira rodada
| Data   | Hora  |                      | Placar |                        | Set 1 | Set 2 | Set 3 | Set 4 | Set 5 | Total   | Relatório |
| ------ | ----- | -------------------- | ------ | ---------------------- | ----- | ----- | ----- | ----- | ----- | ------- | --------- |
| 18 mar | 19:00 | Zenit Kazan          | 2–3    | ZAKSA Kędzierzyn-Koźle | 25–22 | 25–22 | 27–29 | 22–25 | 14–16 | 113–114 | Relatório |
| 18 mar | 19:00 | Itas Diatec Trentino | 3–0    | Sir Safety Perugia     | 25–21 | 25–16 | 25–23 |       |       | 75–60   | Relatório |

#### Segunda rodada
| Data       | Hora  |                        | Placar |                      | Set 1 | Set 2 | Set 3 | Set 4 | Set 5 | Total   | Relatório |
| ---------- | ----- | ---------------------- | ------ | -------------------- | ----- | ----- | ----- | ----- | ----- | ------- | --------- |
| 24 mar     | 18:00 | ZAKSA Kędzierzyn-Koźle | 2–3    | Zenit Kazan          | 17–25 | 25–16 | 25–21 | 28–30 | 18–20 | 113–112 | Relatório |
| Golden set | –     | ZAKSA Kędzierzyn-Koźle | 1–0    | Zenit Kazan          | 15–13 |       |       |       |       | 15–13   | Relatório |
| 24 mar     | 20:30 | Sir Safety Perugia     | 3–2    | Itas Diatec Trentino | 25–22 | 25–17 | 23–25 | 17–25 | 15–6  | 105–95  | Relatório |

### Final
| Data  | Hora  |                        | Placar |                      | Set 1 | Set 2 | Set 3 | Set 4 | Set 5 | Total | Relatório |
| ----- | ----- | ---------------------- | ------ | -------------------- | ----- | ----- | ----- | ----- | ----- | ----- | --------- |
| 1 mai | 20:30 | ZAKSA Kędzierzyn-Koźle | 3–1    | Itas Diatec Trentino | 25–22 | 25–22 | 20–25 | 28–26 |       | 98–95 | Relatório |

## Classificação final
| Posição        | Equipe                 |
| -------------- | ---------------------- |
| Campeão        | ZAKSA Kędzierzyn-Koźle |
| Vice-campeão   | Itas Diatec Trentino   |
| Semifinalistas | Sir Safety Perugia     |
| Semifinalistas | Zenit Kazan            |

## Premiação
| Liga dos Campeões da CEV de 2020–21         |
| Polónia                                     |
| ------------------------------------------- |
| ZAKSA Kędzierzyn-Koźle Campeão (1.º título) |